# داغی (کوهسرخ)
داغی روستایی از توابع بخش بررود شهرستان کوهسرخ در استان خراسان رضوی است و این روستا در دهستان تکاب قرار دارد. براساس سرشماری سال ۱۳۸۵ جمعیت آن ۳۲۵ نفر (۷۶ خانوار) است.